# (2980) Cameron
(2980) Cameron es un asteroide perteneciente al cinturón de asteroides, descubierto el 2 de marzo de 1981 por Schelte John Bus desde el Observatorio de Siding Spring, Nueva Gales del Sur, Australia.

## Designación y nombre
Designado provisionalmente como 1981 EU17. Fue nombrado Cameron en honor al astrofísico canadiense Alastair G. W. Cameron.